# Pierre Courrège
Pour les articles homonymes, voir Courrèges.
Pierre Courrège est un réalisateur et scénariste français, né le 20 septembre 1959 à Auch (Gers).

## Biographie

### Origines
Pierre Courrège naît le 20 septembre 1959, à Auch dans le Gers.
 (septembre 2023).
Il entame sa carrière par un court métrage: La porte des hommes, et par un moyen métrage: Titaneige. Il rencontre et collabore avec le producteur Laurent Thiry. Ensemble, ils développent La Cible (1998), une comédie d’action dont Pierre Courrège co-signe le scénario et assure la réalisation. Ce film, qui met en scène Daniel Russo, Sagamore Stévenin, Anémone et Jean-Claude Dreyfus, est récompensé au festival de Sarlat.
Vient ensuite l’écriture de deux scénarios: Livraison à Domicile (2003) pour le cinéma, et Mer calme, mort agitée pour la télévision. Sa rencontre avec François Bégaudeau débouche sur le scénario du long métrage Un homme d'État, (2014), dont Pierre Courrège signe également la réalisation. Ce film avec Pierre Santini, Patrick Braoudé, Bruno Solo et Nicole Valberg est en compétition officielle au Festival des Films du Monde de Montréal en 2014, ainsi qu'en présentation dans différents festivals en France. Sélectionné par Unifrance Films et Picturehouse (UK), le film participe à Summer of French Films in the UK à Oxford, Cambridge et York en juillet et août 2015, et au festival de Chelsea (NY). Un Homme d’État sort en France le 15 juin 2016. 
Durant ces années, Pierre Courrège intervient également à Actor’s Sud à Marseille (formation d'acteurs), à l'Eicar à Paris (formation de scénaristes), à Rubika à Valenciennes (réalisation) et à 3IS à Paris, où il accompagne des étudiants dans la réalisation de leurs films de fin d'études. 
Pierre Courrège co-signe également avec François Bégaudeau et Patricia Mazuy le scénario de La Prisonnière de Bordeaux, film produit par Picseyes films/Plan2 - Rectangle productions et distribué par Les Films du Losange. Ce long métrage réalisé par Patricia Mazuy, avec Isabelle Huppert et Hafsia Herzi dans les rôles principaux, est en sélection à la Quinzaine des Cinéastes au Festival de Cannes 2024.. 
En mars 2025, le livre "La Photographie" - "L'autre mission Eichmann" - est publié aux Editions Nouveau Monde. Ce roman d'espionnage inspiré de faits réels est le premier roman de Pierre Courrège. 
Pierre Courrège est sociétaire de la SACD France.

## Filmographie

### Réalisateur
- 1997 : La Cible
- 2002 : Le Labyrinthe
- 2014 : Un homme d'État

### Scénariste
- 1997 : La Cible
- 1997 : Mer calme, mort agitée de Charles Nemes (téléfilm)
- 2003 : Livraison à domicile de Bruno Delahaye
- 2008 : 5'13" d'Adrien Lhommedieu
- 2014 : Un homme d'État
- 2024 :  La Prisonnière de Bordeaux de Patricia Mazuy